# 國務大臣 (日本)
國務大臣（日语：／ kokumudaijin ?）是日本內閣成員的正式稱呼，簡稱「大臣」，一般也稱之為「閣僚」或「閣員」，相當於共和制內閣的部長，如外務大臣、財務大臣等。

## 概念

### 法令上的概念
法令上的「國務大臣」，廣義上是包含內閣總理大臣以內的所有閣僚，狹義上是內閣總理大臣以外的閣僚。
廣義的「國務大臣」可見於日本國憲法第63條（國務大臣出席議院的權利義務）與日本國憲法第66條第1項及第2項（內閣組織）等處。條文以「內閣總理大臣等國務大臣」表現，此時的「國務大臣」是將內閣總理大臣視為國務大臣之一。
狹義的「國務大臣」可見於日本國憲法第68條第1項與第2項（國務大臣的任命與罷免）等。例如日本國憲法第68條第1項前段規定「內閣總理大臣任命國務大臣」，內閣總理大臣經國會指名由天皇任命（日本國憲法第6條第1項），可見日本國憲法第68條第1項前段的「國務大臣」不含內閣總理大臣。
此外，內閣法第2條第2項，「國務大臣人數在14人以內。但有特別需求時最多可增加3人至17人以內。」。內閣法第3條第2項「可有不分擔管理行政事務的大臣存在」認定可以有無任所大臣，不過非主任大臣的國務大臣（無任所大臣）在法律上並沒有正式名稱。因此，內閣成員一覧表中，主任大臣以外的國務大臣僅簡單以「國務大臣」稱呼。

### 國務大臣與行政大臣
行政學等學術上，國務大臣與行政大臣分開論述。行政大臣又稱主任大臣，是指擔任各省大臣負責特定行政領域的國務大臣。與此相對的是不負責特定行政領域定的內閣官房長官、內閣府特命擔當大臣、無任所國務大臣。
內閣是負責國家行政的合議制團體，其成員國務大臣不只針對其分擔管理之行政事務，還可對國務及外交進行評議與決議。內閣法規定所有國務大臣「無論內容皆可在閣議提出議案」。但在實務上，主任大臣以外的國務大臣不提出閣議決議。例如內閣府特命擔當大臣向內閣府主任大臣內閣總理大臣提出議案，由內閣總理大臣於閣議提出請議。

## 職位
根據《內閣法》，除內閣總理大臣之外的國務大臣人數原則上為14人，必要時可以增加3人（內閣法第2条第2項）。
- 內閣總理大臣：内閣府大臣。
- 副总理：内閣府副大臣。
- 內閣官房長官：總理大臣的秘書長，統括內閣府的事務。
- 總務大臣：總務省大臣。
- 法務大臣：法務省大臣。
- 外務大臣：外務省大臣。
- 財務大臣：財務省大臣。
- 文部科学大臣：文部科学省大臣。
- 厚生勞動大臣：厚生勞動省大臣。
- 農林水產大臣：農林水產省大臣。
- 經濟產業大臣：經濟產業省大臣。
- 國土交通大臣：國土交通省大臣。
- 環境大臣：環境省大臣。
- 防衛大臣：防衛省大臣。
- 國家公安委員會委員長：總理國家公安委員會的會務、國家公安委員會的代表人。
- 內閣府特命擔當大臣：根據必要而在内閣府之下設置，其中「沖繩及北方對策擔當」、「金融擔當」、「消費者及食品安全擔當」三個職位必須設置（內閣府設置法10条、11条、11条第2項）。
- 無任所大臣：除上述事務外，設置的事務擔當大臣（內閣法第3条第2項）。